# Geumho-eup
Geumho-eup (koreanska: 금호읍) är en köping i den östra delen av Sydkorea, 250 km sydost om huvudstaden Seoul. Den ligger i kommunen Yeongcheon i provinsen Norra Gyeongsang.